# Sandy (zangeres)
Sandy, pseudoniem van Anita Weijers (Valkenswaard, 6 september 1961), is een voormalig Nederlands zangeres.
Ze scoorde in januari 1979 een hit met Ik ben verliefd op John Travolta. Het nummer bereikte uiteindelijk de tiende plaats in de Nederlandse Top 40 en de vierde plaats in de Nationale Hitparade. De opname werd geproduceerd door Tom Peters. 
Daarnaast had ze in 1979 nog drie hitparadenoteringen: Tot ziens mijn kleine teddybeer eindigde op de achtste plek en Doe de hoelahoep op de elfde plek. Rikki ding rikki dong kwam niet verder dan nummer 35. Van 1980 tot en met 1985 had ze nog vier hits, waarvan  Wij zijn de lachkabouters met de zevende plaats de grootste was.

## Discografie

### Albums
- 1979: Sandy
- 1980: Rock en roll
- 1981: Hier zijn de Lachkabouters

### Singles
- 1978: Ik ben verliefd op John Travolta
- 1979: Ich bin verliebt in John Travolta
- 1979: Mon grand amour c'est John Travolta
- 1979: Mama, I'm in love (with John Travolta)
- 1979: Tot ziens Teddybeer
- 1979: Doe de hoela hoep
- 1979: Het grote sprookjeslied (met Corry, Bonnie St. Claire, Alexander Curly, Willem Duyn en Nico Haak[1])
- 1979: Rikki ding rikki dong
- 1980: Do re mi
- 1980: Zeg nooit te vlug ja ja ja
- 1981: Hou doe
- 1981: Wij zijn de Lachkabouters
- 1981: 't Is fijn dat er Lachkabouters zijn
- 1982: Wees niet bang voor rock en roll
- 1983: Codo
- 1984: Lipstick op je T-shirt
- 1985: Rock-a-billy baby
- 1986: Nu of nooit